# Táplánszentkereszt
Táplánszentkereszt [táplán-sent-kerest] je obec v Maďarsku v župě Vas, spadající pod okres Szombathely. Vznikla v roce 1939 spojením dvou do té doby samostatných obcí Táplánfa (východní část) a Gyöngyösszentkereszt (západní část). Nachází se asi 9 km jihovýchodně od centra Szombathely (jehož je de facto předměstím) a asi 214 km jihozápadně od Budapešti. V roce 2024 zde žilo 2 617 obyvatel.
První písemná zmínka o Táplánfě pochází z roku 1447, o Gyöngyösszentkeresztu téměř o sto let později, v roce 1543. Úplně první písemná zmínka o osídlení v této oblasti se vztahuje k osadě Timafa a pochází z roku 1237. Tato osada zanikla na konci 18. století. Dalším zaniklým sídlem byl Ovad, který je poprvé zmíněn v listině z roku 1256, dříve podle něj byla pojmenována i dnešní místní část Szentlőrinc (jako Ovadszentlőrinc).
Obec Táplánszentkereszt se skládá z následujících sedmi osad: Bakófa, Borotszeg, Péteri, Szentkereszt, Szentlőrinc, Táplánfa a Tiborszeg. Podobným sídlem by mohlo být i pět na sebe navazujících čtvrtí patřících k městu Szombathely ležících západně od Táplánszentkeresztu, které však nikdy netvořily samostatnou a jednotnou obec ani jednotnou čtvrť a nemají žádný společný název. Mezi tyto čtvrti patří Bádonfa, Bogát, Gyöngyöshermán, Szentkirály a Zarkaháza.
Celou obcí protéká řeka Gyöngyös. Nachází se zde dva kostely: kostel svatého Vavřince v Táplánfě (poprvé zmíněn v listině z roku 1298, kdy byl farářem jistý Šalomoun; v 16. a na začátku 17. století byl majetkem reformované církve) a kostel Povýšení svatého Kříže v Gyöngyösszentkeresztu (podle výzkumu Eriky Hajmási v roce 1988 postaven někdy ve 13. století, první písemná zmínka o něm pochází z roku 1344, tehdy byl však zasvěcen svatému Petru). V každé z částí se nachází hřbitov, vedle hřbitova v Gyöngyösszentkeresztu se nachází kaple. Ještě jeden hřbitov se nachází mimo obec jižně od části Péteri, hřbitovy tak jsou dohromady tři. Obec není napojena na železniční síť, nejbližší zastávka se nachází v sídle Gyöngyöshermán, které je čtvrtí Szombathely. Prochází tudy hlavní silnice 87, která tvoří jižní obchvat Táplánszentkeresztu.
V místní části Bakófa se narodil Domonkos Festetics, statkář a člen parlamentu ze šlechtického rodu Feštetićů. V Táplánfě jsou pohřbeni politik Kálmán Széll, hejtman župy Vas József Antal Széll a státní tajemník Ignác Széll.

## Sousední obce
| Růžice kompasu |             |                    | Vép      | Růžice kompasu |
| Růžice kompasu | Szombathely | Sever              | Tanakajd | Růžice kompasu |
| Růžice kompasu | Szombathely | Táplánszentkereszt | Tanakajd | Růžice kompasu |
| Růžice kompasu | Szombathely | Jih                | Tanakajd | Růžice kompasu |
| Růžice kompasu | Balogunyom  | Sorkikápolna       |          | Růžice kompasu |